# Giro di Sardegna 1960
Il Giro di Sardegna 1960, terza edizione della corsa, si svolse dal 28 febbraio al 4 marzo 1960 su un percorso di 822 km, suddiviso su 6 tappe, con partenza da Roma, e arrivo a Sassari. La vittoria fu appannaggio dell'olandese Jo de Roo, che completò il percorso in 21h15'22", precedendo l'italiano Arnaldo Pambianco ed il belga Raymond Impanis.

## Tappe
| Tappa  | Data        | Percorso            | km  | Vincitore di tappa | Leader cl. generale |
| ------ | ----------- | ------------------- | --- | ------------------ | ------------------- |
| 1ª     | 28 febbraio | Roma > Formia       | 148 | Jo de Roo          | Jo de Roo           |
| 2ª     | 29 febbraio | Formia > Napoli     | 98  | Miguel Poblet      | Jo de Roo           |
| 3ª     | 1º marzo    | Carbonia > Cagliari | 86  | Jean Graczyk       | Ignazio Aru         |
| 4ª     | 2 marzo     | Cagliari > Oristano | 131 | Rik Van Looy       | Ignazio Aru         |
| 5ª     | 3 marzo     | Oristano > Nuoro    | 141 | Rik Van Looy       | Ignazio Aru         |
| 6ª     | 4 marzo     | Nuoro > Sassari     | 218 | Nino Defilippis    | Jo de Roo           |
| Totale | Totale      | Totale              | 822 |                    |                     |

## Dettagli delle tappe

### 1ª tappa
- 28 febbraio: Roma > Formia – 148 km

Risultati
| Pos. | Corridore       | Squadra | Tempo    |
| ---- | --------------- | ------- | -------- |
| 1    | Jo de Roo       | Helyett | 3h13'05" |
| 2    | Gastone Nencini | Carpano | s.t.     |
| 3    | Emile Daems     | Philco  | s.t.     |

| Pos. | Corridore | Squadra | Tempo |
| ---- | --------- | ------- | ----- |
| 1    | Jo de Roo | Helyett | ?     |

### 2ª tappa
- 29 febbraio: Formia > Napoli – 98 km

Risultati
| Pos. | Corridore      | Squadra | Tempo    |
| ---- | -------------- | ------- | -------- |
| 1    | Miguel Poblet  | Ignis   | 2h09'48" |
| 2    | Rik Van Looy   | Faema   | s.t.     |
| 3    | Rino Benedetti | Ghigi   | s.t.     |

| Pos. | Corridore | Squadra | Tempo |
| ---- | --------- | ------- | ----- |
| 1    | Jo de Roo | Helyett | ?     |

### 3ª tappa
- 1º marzo: Carbonia > Cagliari – 86 km

Risultati
| Pos. | Corridore         | Squadra | Tempo    |
| ---- | ----------------- | ------- | -------- |
| 1    | Jean Graczyk      | Helyett | 1h53'06" |
| 2    | Arnaldo Pambianco | Legnano | s.t.     |
| 3    | Jean Brankart     | Philco  | s.t.     |

| Pos. | Corridore   | Squadra            | Tempo |
| ---- | ----------- | ------------------ | ----- |
| 1    | Ignazio Aru | Audace di Cagliari | ?     |

### 4ª tappa
- 2 marzo: Cagliari > Oristano – 131 km

Risultati
| Pos. | Corridore       | Squadra | Tempo    |
| ---- | --------------- | ------- | -------- |
| 1    | Rik Van Looy    | Faema   | 3h23'20" |
| 2    | Miguel Poblet   | Ignis   | s.t.     |
| 3    | André Darrigade | Helyett | s.t.     |

| Pos. | Corridore   | Squadra            | Tempo |
| ---- | ----------- | ------------------ | ----- |
| 1    | Ignazio Aru | Audace di Cagliari | ?     |

### 5ª tappa
- 3 marzo: Oristano > Nuoro – 141 km

Risultati
| Pos. | Corridore       | Squadra | Tempo    |
| ---- | --------------- | ------- | -------- |
| 1    | Rik Van Looy    | Faema   | 4h02'41" |
| 2    | Jo de Roo       | Helyett | s.t.     |
| 3    | Gastone Nencini | Carpano | s.t.     |

| Pos. | Corridore   | Squadra            | Tempo |
| ---- | ----------- | ------------------ | ----- |
| 1    | Ignazio Aru | Audace di Cagliari | ?     |

### 6ª tappa
- 4 marzo: Nuoro > Sassari – 218 km

Risultati
| Pos. | Corridore        | Squadra | Tempo    |
| ---- | ---------------- | ------- | -------- |
| 1    | Nino Defilippis  | Carpano | 6h33'00" |
| 2    | Jo de Roo        | Helyett | s.t.     |
| 3    | Edgard Sorgeloos | Faema   | s.t.     |

| Pos. | Corridore         | Squadra | Tempo     |
| ---- | ----------------- | ------- | --------- |
| 1    | Jo de Roo         | Helyett | 21h15'22" |
| 2    | Arnaldo Pambianco | Legnano | a 28"     |
| 3    | Raymond Impanis   | Faema   | a 43"     |

## Classifiche finali

### Classifica generale
| Pos. | Corridore           | Squadra            | Tempo     |
| ---- | ------------------- | ------------------ | --------- |
| 1    | Jo de Roo           | Helyett-Leroux     | 21h15'22" |
| 2    | Arnaldo Pambianco   | Legnano            | a 28"     |
| 3    | Raymond Impanis     | Faema              | a 43"     |
| 4    | Jean Stablinski     | Helyett-Leroux     | s.t.      |
| 5    | Gastone Nencini     | Carpano            | a 1'01"   |
| 6    | Ignazio Aru         | Audace di Cagliari | a 1'10"   |
| 7    | Emile Daems         | Philco             | a 1'26"   |
| 8    | Pietro Chiodini     | Bianchi            | a 1'28"   |
| 9    | Graziano Battistini | Legnano            | a 1'42"   |
| 10   | Norbert Kerckhove   | Faema              | a 2'52"   |